# Дискування

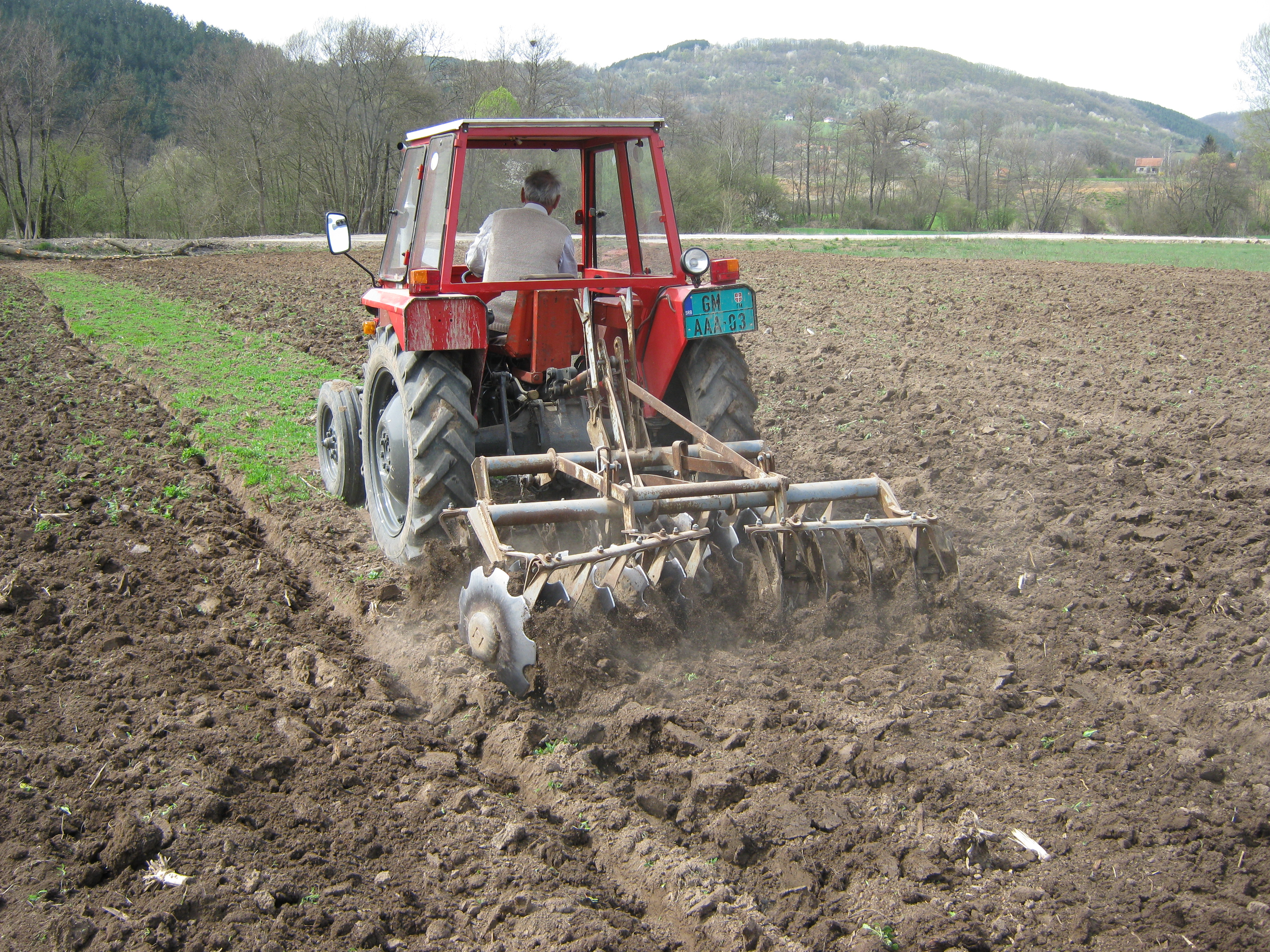
Дискування навісною важкою дисковою бороною

Дискування - використання дискових знарядь (зокрема, дискових борін і лущильників) для розпушування верхнього шару ґрунту. Диски можуть бути поставлені проти лінії тяги під різним кутом, який називається" кутом атаки" - від його значення залежить глибина розпушування та якість перемішування та оборотності ґрунту. Дискування застосовують як для обробки сильно завернених ґрунтів перед їх оранням з метою розкладання дернини, так і для обробки торфовищ після оранки болотним плугом, а також в інших випадках. Застосовується дискування і знищення бур'янів, таких як вівсюг, пирій повзучий і гострець, догляду за посівами багаторічних трав і люцерниками. При дискуванні чистих пар у посушливий період виникає ризик вітрової ерозії ґрунту — у цих випадках краще культивація плоскорізальними знаряддями  .

#### Роль дискування у післяжнивному обробітку[2]
Дискове лущення виконують одразу після збирання культури, щоб зберегти ґрунтову вологу, стимулювати проростання падалиці й бур’янів та прискорити розкладання рослинних решток, зменшуючи ризик поширення хвороб і шкідників.

#### Конструкція та розміри сучасних борін[3]
- Агрегати представлені у діапазоні робочих ширин від 1,75 до 18,4 м при глибині 2–14 см для легких і 6–16 см для важких моделей, що дає змогу використовувати їх як у дрібних, так і у великотоварних господарствах.
- Найбільші машини потребують 400-650 к. с. і все ж складаються до транспортної ширини 3 м.
- Два ряди дисків діаметром 520–560 мм (легкі) або 620 мм (важкі) змонтовані у схемі «Х», що усуває боковий зсув і забезпечує точне слідування трактора.
- Інтегрована вісь, задній пакер і гумові амортизатори на кожному диску підвищують стабільність на швидкості та знижують потребу у техобслуговуванні.
- За потреби спереду встановлюють планувальну балку або ріжучий вал, що вирівнює поверхню та подрібнює залишки.

#### Агрономічні переваги та застереження[4]
- Швидке поверхневе дискування (5–8 см) зберігає вологу й створює сприятливий мікроклімат для розкладання стерні.
- Добре підготоване насіннєве ложе має бути рівномірно ущільненим і містити невелику кількість дрібних грудок для кращого контакту «насінина-ґрунт».
- При роботі на високій швидкості важливо дотримуватися рекомендованого співвідношення потужність/ширина та контролювати пробуксовування, інакше зростають витрати пального й ризик переущільнення верхнього горизонту.